# Iain Bain
Iain Bain (1934-2018) foi um historiador da imprensa escocês. Ele trabalhou na Unwin Brothers, depois foi gerente de produção na Bodley Head e, por último, chefe de publicações na Tate Gallery. Ele foi presidente da Thomas Bewick Society e da Printing Historical Society. Na sua juventude, ele foi campeão de lançamento do martelo escocês na escola e na universidade.